# Walk on Water (canción de 30 Seconds to Mars)
«Walk on Water» es una canción de rock electrónico interpretada por la banda estadounidense 30 Seconds to Mars y lanzada como primer sencillo de su quinto álbum de estudio "America" (2018). La canción fue lanzada como sencillo en descarga digital y streaming el 22 de agosto de 2017.

## Antecedentes
«Walk on Water» fue escrita por Jared Leto. En una entrevista, dijo sobre el sencillo: «"Walk On Water" es una canción para todos nosotros. Es una canción sobre la libertad, sobre la persistencia, sobre el cambio y sobre luchar por lo que crees. Es una llamada a las armas pero llena de todo el optimismo y la esperanza que son una parte integral del sueño americano».

## Presentaciones en vivo
La canción fue interpretada en vivo en la televisión por primera vez en los MTV Video Music Awards del 2017.

## Lista de canciones
| N.º | Título          | Duración |  |
| 1.  | «Walk on Water» | 03:06    |  |

## Posicionamiento en lista
| Lista (2017)                           | Mejor posición |
| -------------------------------------- | -------------- |
| Finlandia (OFC)                        | 19             |
| Francia (SNEP)                         | 54             |
| Portugal (AFP)                         | 39             |
| Escocia (Scottish Singles Sales Chart) | 42             |
| Suiza (Schweizer Hitparade)            | 90             |
| Estados Unidos (Alternative Airplay)   | 22             |
| Estados Unidos (Digital Songs)         | 34             |